# Neochrysotypus
Neochrysotypus is een geslacht van vlinders van de familie venstervlekjes (Thyrididae).

## Soorten
- N. cerussus Whalley, 1971
- N. mysticus (Whalley, 1971)